# Florin Acsinte
Florin Dorin Acsinte (sinh ngày 10 tháng 4 năm 1987) là một cầu thủ bóng đá người România thi đấu ở vị trí hậu vệ trái cho Botoșani.

## Sự nghiệp
Sau nhiều màn trình diễn ấn tượng tại đội dự bị của Dinamo București trong khoảng thời gian thi đấu cho mượn ngắn, Acsinte mong muốn thi đấu ở đội một, nhưng hai câu lạc bộ không thể đi đến thỏa thuận.

## Đời sống cá nhân
Anh có một người chồng và một người cha. Acsinte stated that he and his family sympathize cùng với Steaua București.

## Danh hiệu
FC Botoșani
- Liga II: 2012–13

FC Voluntari
- Cúp bóng đá România: 2016–17
- Siêu cúp bóng đá România: 2017